# Дулциций (Македония)
 Тази статия е за римския управител в Солун.  За дука на Британия вижте Дулциций (Британия).  
Дулциций (на латински: Dulcitius, на старогръцки: Δουλκίτιος, Δουλσήτιος) е политик от Древен Рим.

## Биография
Дулциций е римски управител на провинция Македония по времето на император Диоклециан в началото на IV век. Той нарежда убийството на Агапия, Ирина и Хиония и няколко други християнки в Солун в 304 година.
Паметта на солунските мъченици Агапия, Ирина и Хиония се среща в най-стария източен месецослов — Сирийския (411—412). Най-старият вариант на житието, който възхожда към протоколите от разпита им, се е съхранил само в Cod. Vat. Gr. 1660 (916).
Дулциций е главен антагонист в едноименната пиеса „Дулциций“, агиографско съчинение за мъченичеството на Агапия, Ирина и Хиония от X век от известната писателка Хросвита Гандерсхаймска.